# Чемпионат Швеции по хоккею с мячом
Чемпионат Швеции по хоккею с мячом проводится с 1907 года ежегодно. Победитель неизменно определяется в единственном финальном матче сезона.

## История
В первом чемпионате страны в 1907 году приняли участие 5 клубов, которые по олимпийской системе определили двух финалистов и победителя чемпионата. 17 марта 1907 года на льду замерзшей реки в Булонском парке города Евле определился первый чемпион Швеции по хоккею с мячом. Им стал клуб «Уппсала», победивший со счётом 9:6 команду «Евле». Именно коллектив из Уппсалы стал лидером шведского бенди в ранние годы, победив в 11 из 14 первых национальных чемпионатах.
Финальная игра чемпионата 1912 года не выявила победителя в противостоянии «Уппсалы» и стокгольмского клуба «Юргорден». По регламенту для выявления победителя требовалась переигровка матча, но потепление не дало подготовить лёд к решающему поединку. Титул чемпиона Швеции был разделён между двумя финалистами чемпионата.
В турнире 1930 года не приняли участие ведущие клубы Швеции, которые таким образом протестовали против кубковой системы розыгрыша турнира. Этими командами был сыгран незавершённый альтернативный турнир (швед. Sexlagsserien).
Начиная с чемпионата 1931 года турнир был разделён по рангам на дивизионы. Чемпион определялся в финальном матче, в котором встречались победители круговых турниров в Северной и Южной группах Дивизиона 1 (швед. Division 1). Позднее число групп менялось, а после круговых турниров была введена система плей-офф.
В 1981 году турнир постигла очередная реформа, и высшим дивизионом стал Аллсвенскан (швед. Allsvenskan). Число команд в дивизионе сильнейших было сокращено до 16, разделенных на две группы по географическому принципу (Северная и Южная), причем, каждая команда проводила по две игры с соперниками из своей группы и по одной — из другой. Затем следовал плей-офф.
С сезона 1987/1988 в Аллсвенскан проводились двухкруговые турниры (по две игры с соперниками из своей группы) в двух группах, разделённых по географическому принципу (Северная и Южная), и далее на втором групповом этапе соревнований в формате однокругового турнира проводились игры в двух группах, сформированных из команд, занявших на первом групповом этапе в своих группах 1—4 места — Элитсерия (швед. Elitserien); и команд, занявших в своих группах 5—8 места — Супераллсвенскан (швед. Superallsvenskan). Первые шесть команд из Элитсерии напрямую выходили в плей-офф чемпионата Швеции, а две оставшиеся команды и две лучшие команды Супераллсвенскан, разбиваясь на две пары, определяли в двухматчевых противостояниях (игры дома и на выезде) оставшихся участников четвертьфинала плей-офф чемпионата Швеции.
В 2007 году была образована Элитсерия (швед. Elitserien) в которую вошли 14 клубов. На первом этапе команды проводят игры в двухкруговом турнире, далее восемь лучших команд выходят в четвертьфинальную стадию плей-офф чемпионата. В сезонах 2007/2008, 2008/2009 в четвертьфиналах сильнейшего выявляли в серии до двух побед, в полуфиналах — до трёх побед. С сезона 2009/2010 в четвертьфинальных и полуфинальных поединках сильнейшего определяют в серии до трёх побед. С сезона 2018/2019 в четвертьфинальный раунд соревнований напрямую выходят шесть лучших команд регулярного чемпионата, а команды, занявшие 7—10 места, разбиваясь на две пары, в предварительном раунде плей-офф в двухматчевых противостояниях (игры дома и на выезде) определяют ещё двух участников четвертьфинала плей-офф.
Команды, занявшие по итогам двухкругового турнира 1—3 места, выбирают соперников по четвертьфинальной стадии плей-офф среди команд, занявших 5—8 места по итогам двухкругового турнира. Также победитель регулярного чемпионата по сути формирует для себя всю часть своей сетки плей-офф с правом включения в неё 3-й или 4-й команды регулярного чемпионата, имея вероятную возможность встретиться с ней в полуфинале плей-офф.
В финале чемпион страны все так же определяется в единственном матче (швед. SM-finalen).

## Стадион финального матча
8 финалов чемпионата Швеции (1907, 1910, 1912, 1914, 1915, 1934, 1943, 1949) состоялись на льду замерзших рек и озер.
Наибольшее число финальных матчей (50) состоялось на Олимпийском стадионе (Стокгольм) с 1913 по 1965 год (с перерывами).
С 1967 по 1989 год финал принимал столичный «Сёдерстадион».
В 1990 году — «Роклунда» (Вестерос).
С 1991 по 2012 год — стадион «Студентернас» (Уппсала).
В 2013 году местом финала определена «Френдс Арена» (Сольна, Стокгольм). В тот же год был установлен рекорд посещаемости финального матча — 38 474 зрителя. Финал 2014 года также состоялся на «Френдс Арене».
С 2015 по 2017 год финальные матчи принимала «Tele2 Арена» в Стокгольме.
В 2018—2020 годах — стадион «Студентернас».
Финальный матч 2021 года также прошёл в Уппсале, но был проведён на крытой ледовой арене «Рековерхаллен». В связи с коронавирусными ограничениями, финальный матч прошёл без зрителей, как и годом ранее.
В 2022 году финальный матч вновь прошёл на стадионе «Студентернас».

## Чемпионы Швеции
| Количество | Клуб                                                  |
| ---------- | ----------------------------------------------------- |
| 21         | Вестерос                                              |
| 13         | Эдсбюн                                                |
| 12         | Уппсала                                               |
| 9          | Болтик, Сандвикен                                     |
| 5          | Эребру, Сириус, Бруберг                               |
| 4          | ИК Гёта, Слоттсброн                                   |
| 3          | АИК, ИФ Гёта, Катринехольм, Ветланда, Вилла Лидчёпинг |
| 2          | Болльнес, Юргорден, Фалу, Хуге, Скутшёр, Хаммарбю     |
| 1          | Тирфинг, Несшё, Вестанфорс, Юсдаль, Мутала            |

### Комментарии
1. ↑  В первом сезоне 1987/1988 группа называлась Elit A
2. ↑  Данное название у группового турнира было в последние годы существования до образования Элитсерии в 2007 году, в первом сезоне 1987/1988 группа называлась Elit B